# (500464) 2012 TW219
(500464) 2012 TW219 es un asteroide perteneciente al cinturón de asteroides, descubierto el 20 de diciembre de 2007 por el equipo del Spacewatch desde el Observatorio Nacional de Kitt Peak, Arizona, Estados Unidos.

## Designación y nombre
Designado provisionalmente como 2012 TW219.

## Características orbitales
2012 TW219 está situado a una distancia media del Sol de 3,140 ua, pudiendo alejarse hasta 3,831 ua y acercarse hasta 2,449 ua. Su excentricidad es 0,219 y la inclinación orbital 1,244 grados. Emplea 2032,81 días en completar una órbita alrededor del Sol.

## Características físicas
La magnitud absoluta de 2012 TW219 es 16,8. 